# Trại tù Sơn Tây

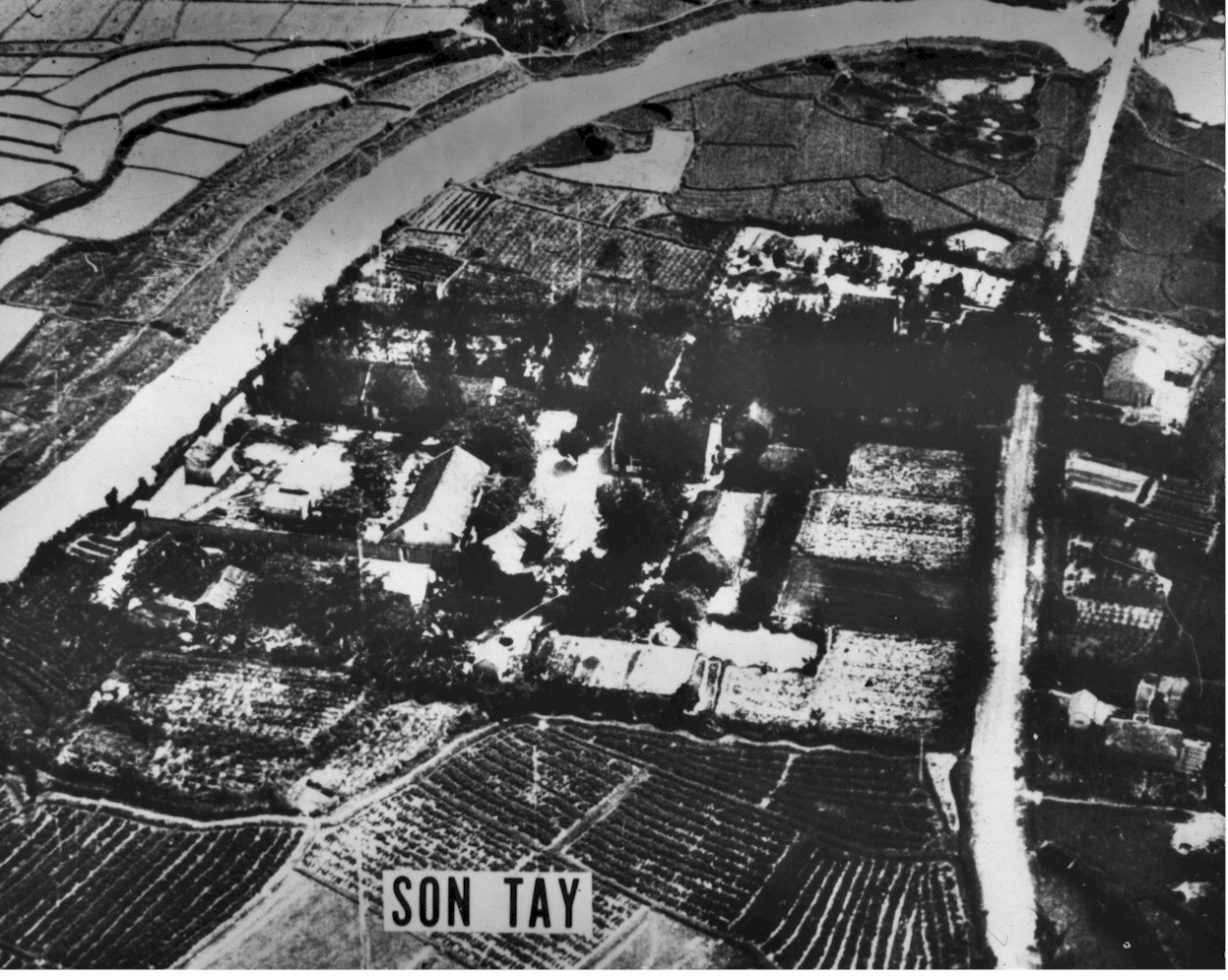
Trại giam tù binh Mỹ Sơn Tây

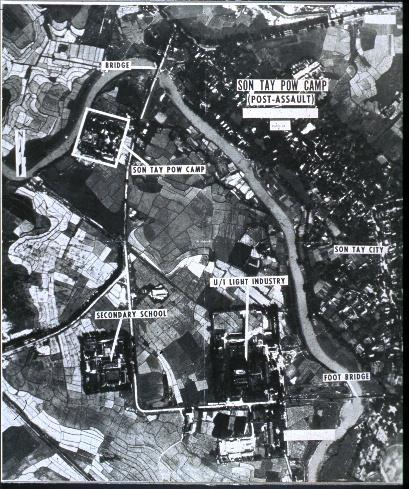
Bản đồ ảnh ghép trại tù binh Mỹ ở Sơn Tây, 1970

Trại tù Sơn Tây là một trại tù tại ngoại ô phía tây thị xã Sơn Tây, tỉnh Hà Tây cuối thập niên 1960 và thập niên 1970, nay thuộc phường Trung Hưng, thị xã Sơn Tây, Hà Nội. Đây đã từng là nơi giam giữ khoảng 65 tù binh Mỹ trong thời kỳ Chiến tranh Việt Nam. Vị trí trại tù này nằm ở một địa danh gọi là xã Tắc, giáp bờ sông Tích, gần một cây cầu gọi là cầu Cộng bắc qua sông Tích trên đường đi vào đền Và, cách lối vào trên quốc lộ 32 cỡ 250 m. Trại tù này có tọa độ khoảng 21°08'40,21" Vĩ Bắc và 105°29'45,71" Kinh Đông. 
Ngày 21 tháng 11 năm 1970, một lực lượng gồm 56 lính đặc nhiệm của Hoa Kỳ do Đại tá Arthur Simons chỉ huy đã thực hiện vụ tập kích Sơn Tây, mật danh Chiến dịch Bờ biển Ngà (Operation Ivory Coast), đổ bộ xuống trại nhằm giải cứu khoảng 70 đến 80 tù nhân ở đây. Cuộc đổ bộ có sự hỗ trợ của 29 máy bay chiến đấu của Không lực Hoa Kỳ và 92 phi công, tổng cộng là 105 máy bay kể cả máy bay yểm trợ. Tuy nhiên, khoảng 1 tháng trước khi xảy ra cuộc giải cứu này, tất cả 65 tù nhân đã được di dời đến một trại khác cách đó 24 km do tin tình báo. Theo một tài liệu ghi chép sau này do ông Đặng Xuân Xiêm là quản giáo tại trại tù binh Mỹ tháng 10/1970 cho biết thì sau đó một số tù binh này được di rời xuống khu vực Nhổn một số bên khu vực Cầu Tó.